# Чемпионат России по биатлону 2023/2024
Чемпионат России по биатлону сезона 2023/2024 прошёл в несколько этапов с января по апрель 2024 года. Были разыграны медали в шести индивидуальных и четырёх командных дисциплинах.

## Этапы
- Чайковский

1. Суперспринт (мужчины, женщины)
2. Командная гонка (мужчины, женщины)
3. Масс-старт (мужчины, женщины)

- Тюмень Чемпионат России

1. Спринт (мужчины, женщины)
2. Гонка преследования (мужчины, женщины)
3. Смешанная эстафета
4. Одиночная смешанная эстафета
5. Эстафета (мужчины, женщины)
6. Масс-старт (мужчины, женщины)

- Уват

1. Марафон (мужчины, женщины)

## Результаты
| Гонка                                                                                           | Мужчины | Женщины |
| Суперспринт Чайковский 1. 11 января 2024 Мужчины: 5 км 2. 11 января 2024 Женщины: 5 км          | 1. Александр Бектуганов 20:31.4 (3) 2. Эдуард Латыпов +3.3 (7) 3. Александр Корнев +4.0 (5) 4. Евгений Емерхонов 5. Виктор Плицев 6. Карим Халили Протоколы | 1. Тамара Дербушева 23:10.0 (3) 2. Наталия Шевченко +1.6 (4) 3. Елизавета Каплина +6.6 (3) 4. Ирина Казакевич 5. Екатерина Носкова 6. Лариса Куклина Протоколы |
| Командная гонка Чайковский 1. 12 января 2024 Мужчины: 10 км 2. 12 января 2024 Женщины: 7,5 км   | 1. Тюменская область-1 29:49.1 (4) (Александр Поварницын, Вадим Истамгулов, Александр Логинов, Евгений Гараничев) 2. ХМАО +56.4 (6) (Петр Пащенко, Михаил Бурундуков, Дмитрий Иванов, Алексей Вагин) 3. Красноярский край +1:06.8 (3) (Евгений Сидоров, Данил Мальцев, Михаил Айкинский, Ярослав Костюков) Протоколы         | 1. Свердловская область 25:01.7 (1) (Ирина Казакевич, Наталия Шевченко, Анастасия Шевченко, Тамара Дербушева) 2. ХМАО-1 +2:57.0 (5) (Алина Кудисова, Ксения Довгая, Елизавета Каплина, Екатерина Носкова) 3. ЯНАО +3:26.7 (5) (Антонина Кирсанова, Кристина Токарева, Валерия Каюмова, Лариса Куклина) Протоколы                    |
| Большой масс-старт Чайковский 1. 14 января 2024 Мужчины: 15 км 2. 14 января 2024 Женщины: 12 км | 1. Александр Корнев 40:57.2 (2) 2. Эдуард Латыпов +15.4 (3) 3. Александр Поварницын +24.8 (3) 4. Василий Томшин 5. Антон Бабиков 6. Виктор Плицев Протоколы | 1. Тамара Дербушева 39:45.5 (0) 2. Виктория Сливко +1:09.4 (2) 3. Наталия Шевченко +1:16.1 (3) 4. Наталья Гербулова 5. Анастасия Шевченко 6. Анастасия Гореева Протоколы |
| Спринт Тюмень 1. 25 марта 2024 Мужчины: 10 км 2. 25 марта 2024 Женщины: 7,5 км                  | 1. Карим Халили 25:33.7 (0) 2. Пётр Пащенко +7.5 (0) 3. Ильназ Мухамедзянов +15.9 (0) 4. Александр Корнев 5. Иван Колотов 6. / Даниил Серохвостов Протоколы | 1. Виктория Сливко 22:55.5 (0) 2. Кристина Резцова +16.1 (1) 3. Ирина Казакевич +20.8 (1) 4. Анастасия Шевченко 5. Полина Шевнина 6. Наталья Гербулова Протоколы |
| Гонка преследования Тюмень 1. 26 марта 2024 Мужчины: 12,5 км 2. 26 марта 2024 Женщины: 10 км    | 1. Иван Колотов 36:35.9 (0) 2. Александр Логинов +8.1 (2) 3. Эдуард Латыпов +8.3 (4) 4. Карим Халили 5. Пётр Пащенко 6. Александр Корнев Протоколы | 1. Полина Шевнина 33:27.7 (2) 2. Виктория Сливко +9.8 (2) 3. Кристина Резцова +29.4 (3) 4. Анастасия Батманова 5. Анастасия Гореева 6. Ирина Казакевич Протоколы |
| Смешанная эстафета Тюмень 1. 28 марта 2024 Женщины: 2x6 км Мужчины: 2x7.5 км                    | 1. Новосибирская область-1 1:17:49.3 (0+4) (Анастасия Гришина, Евгения Буртасова, Роман Ерёмин, Даниил Серохвостов) 2. ХМАО-1 +0.6 (1+11) (Екатерина Носкова, Кристина Резцова, Алексей Вагин, Пётр Пащенко) 3. ХМАО-2 +15.1 (0+9) (Ксения Довгая, Елизавета Каплина, Дмитрий Иванов, Никита Поршнев) Протоколы              | 1. Новосибирская область-1 1:17:49.3 (0+4) (Анастасия Гришина, Евгения Буртасова, Роман Ерёмин, Даниил Серохвостов) 2. ХМАО-1 +0.6 (1+11) (Екатерина Носкова, Кристина Резцова, Алексей Вагин, Пётр Пащенко) 3. ХМАО-2 +15.1 (0+9) (Ксения Довгая, Елизавета Каплина, Дмитрий Иванов, Никита Поршнев) Протоколы                     |
| Одиночная смешанная эстафета Тюмень 1. 28 марта 2024 Женщины: 1x6 км Мужчины: 1x7.5 км          | 1. Тюменская область 42:00.5 (1+11) (Виктория Сливко, Евгений Гараничев) 2. Пермский край +13.9 (1+8) (Анастасия Зырянова, Иван Колотов) 3. Татарстан +40.0 (0+8) (Любовь Калинина, Евгений Емерхонов) Протоколы | 1. Тюменская область 42:00.5 (1+11) (Виктория Сливко, Евгений Гараничев) 2. Пермский край +13.9 (1+8) (Анастасия Зырянова, Иван Колотов) 3. Татарстан +40.0 (0+8) (Любовь Калинина, Евгений Емерхонов) Протоколы |
| Эстафета Тюмень 1. 31 марта 2024 Мужчины: 4x7,5 км 2. 30 марта 2024 Женщины: 4x6 км             | 1. Тюменская область 1:20:37.7 (0+2) (Вадим Истамгулов, Александр Поварницын, Александр Логинов, Евгений Гараничев) 2. ХМАО-1 +30.5 (0+10) (Дмитрий Иванов, Никита Поршнев, Алексей Вагин, Петр Пащенко) 3. Новосибирская область-1 +3:30.9 (0+8) (Павел Кудряшов, Роман Ерёмин, Олег Домичек, Даниил Серохвостов) Протоколы | 1. ХМАО-1 1:11:50.2 (0+11) (Елизавета Каплина, Ксения Довгая, Екатерина Носкова, Кристина Резцова) 2. Тюменская область-1 +24.2 (0+6) (Ксения Шнейдер, Елизавета Фролова, Ульяна Нигматуллина, Виктория Сливко) 3. Московская область +57.7 (0+10) (Амина Иванова, Полина Шевнина, Кристина Павлушина, Анастасия Гореева) Протоколы |
| Масс-старт Тюмень 1. 30 марта 2024 Мужчины: 15 км 2. 31 марта 2024 Женщины: 12,5 км             | 1. Карим Халили 41:27.2 (0) 2. Эдуард Латыпов +21.4 (2) 3. Евгений Гараничев +27.2 (1) 4. Пётр Пащенко 5. Виктор Плицев 6. Александр Поварницын Протоколы | 1. Наталия Шевченко 37:02.5 (1) 2. Ирина Казакевич +26.4 (1) 3. Анастасия Шевченко +32.3 (1) 4. Кристина Резцова 5. Анастасия Гореева 6. / Валерия Каюмова Протоколы |
| Марафон Уват 1. 4 апреля 2024 Мужчины: 40 км 2. 5 апреля 2024 Женщины: 30 км                    | 1. Карим Халили 1:57:41.7 (3) 2. Никита Поршнев +1:01.6 (7) 3. Иван Колотов +1:04.6 (5) 4. Вячеслав Малеев 5. Кирилл Бажин 6. Александр Поварницын Протоколы | 1. Виктория Сливко 1:38:15.3 (4) 2. Ирина Казакевич +26.9 (6) 3. Анастасия Гореева +2:14.3 (10) 4. Полина Шевнина 5. Наталия Шевченко 6. Ксения Довгая Протоколы |